# フラバン
フラバン（英: flavan）は有機化合物の一種で、化学式 C15H14O、分子量 210.27 g/mol のクロマン誘導体である。IUPAC名は 2-フェニルクロマン。フラボノイドの基本構造だが単体では天然にほとんど存在しない。普通は誘導体を還元して得る。
フラバン骨格を持つ誘導体として、フラボノイドと呼ばれる化合物群がある。フラボノイドは、色素として植物に広く存在するほか、天然着色料として用いられることがある。
クロマン環の4位がカルボニル基となった環状ケトンがフラバノン、さらにそこから 2,3 位が脱水素を受けた共役環状ケトンがフラボンである。